# Vịnh Lituya
Vịnh Lituya  (/lɪˈtjuːjə/; Tlingit: Ltu.aa, có nghĩa là 'hồ trong điểm') là một vịnh hẹp nằm trên bờ biển phía đông nam của tiểu bang Alaska của Hoa Kỳ. Nó dài 14,5 km (9.0 mi) và rộng 3,2 km (2,0 mi) tại điểm rộng nhất của nó. Vịnh được ghi nhận vào năm 1786 bởi Jean-François de La Pẻouse, người đặt tên cho nó là Port des Français. Hai mươi mốt người của anh ta đã chết trong dòng thủy triều trong vịnh.

## Sóng thần năm 1958
Vào đêm 9 tháng 7 năm 1958, trận động đất mạnh 8,3 độ Richter đã xảy ra dọc theo khe đứt gẫy Fairweather, làm đổ sập 40 triệu mét khối vật chất ở độ cao 914m xuống vùng biển Gilbert Inlet.
Chấn động này gây ra một cột sóng thần 30m, sau đó di chuyển và thu hút thêm năng lượng đạt đến chiều cao không tưởng 524m. Đây là sóng thần cao kỷ lục của thế giới.